# Fiskaren mindre 14

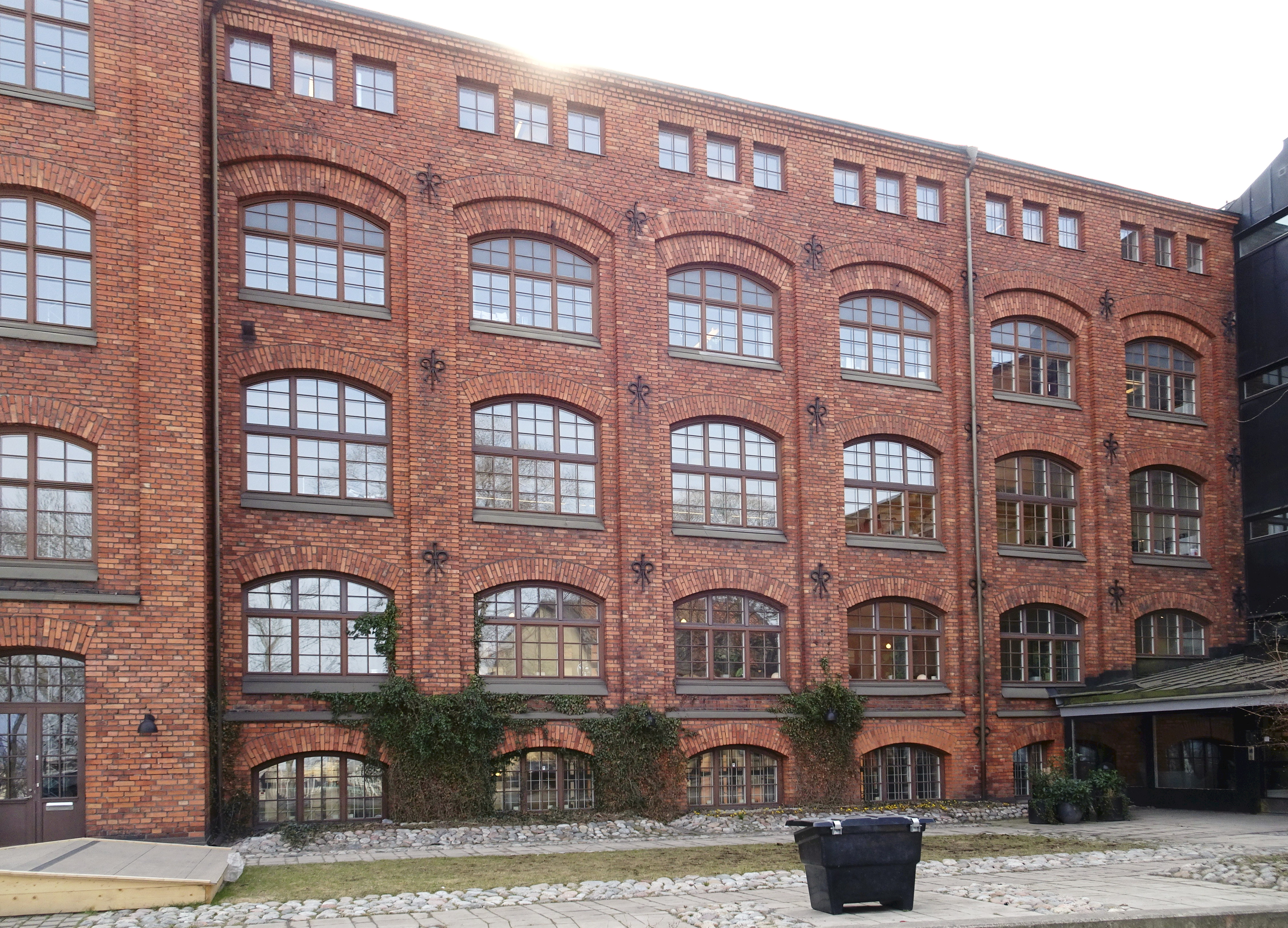
Industridelen sedd från Fiskargatan, 2019.

Fiskaren mindre 14 är en kulturhistorisk intressant industrifastighet vid Svartensgatan och Fiskargatan på Södermalm i Stockholm. Enligt Stadsmuseet i Stockholm utgör byggnaden ett av de bäst bevarade exemplen på saklig industriarkitektur i Stockholms innerstad från 1800-talets senare tid. Fastigheten består av flera byggnader från olika perioder och är blåmärkt av Stadsmuseet, vilket innebär att den utgör "synnerligen höga kulturhistoriska värden".

## Kvarteret

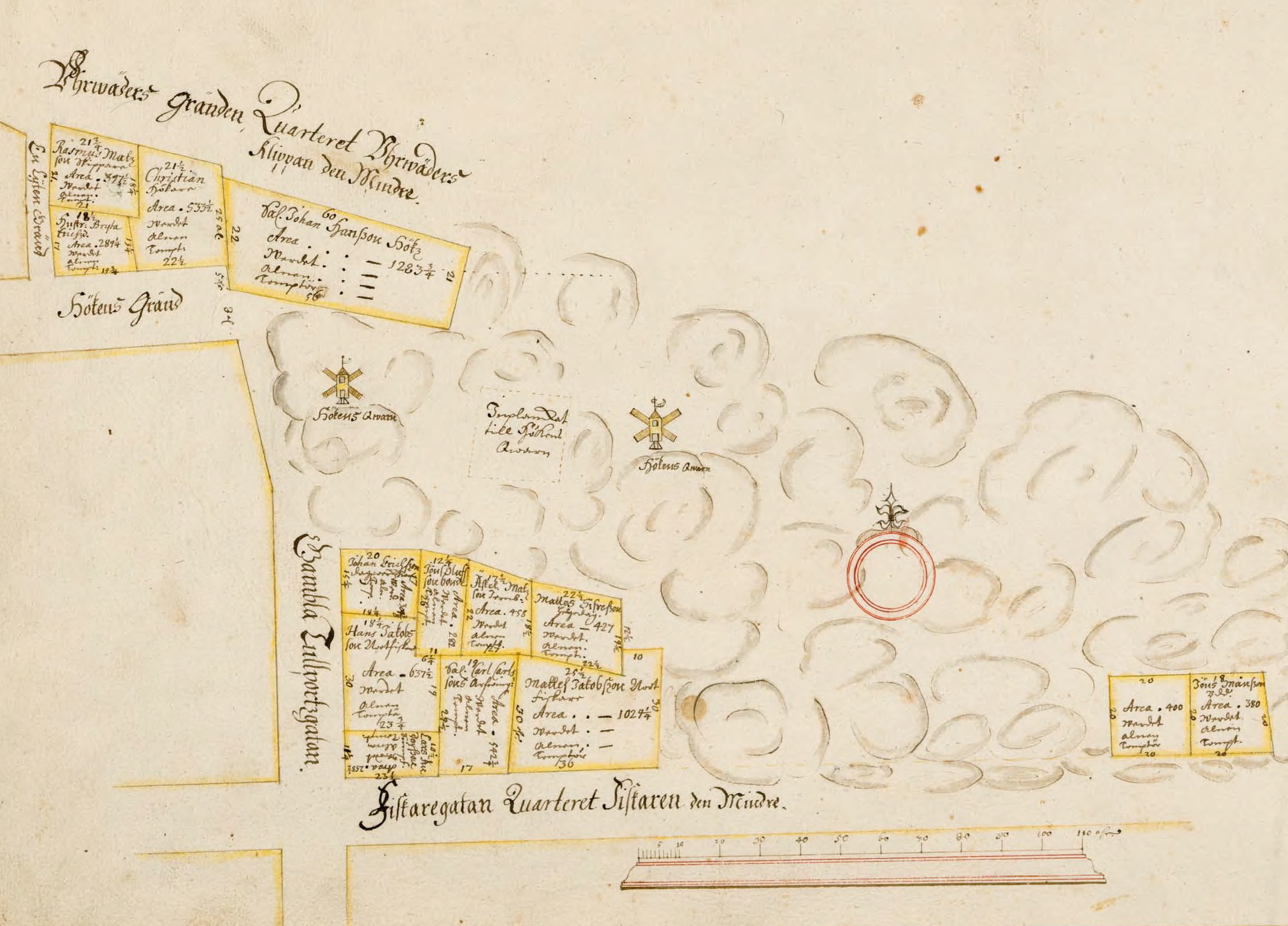
"Quarteret Fiskaren den Mindre", 1674.

Kvarteret Fiskaren mindre begränsas av Fiskargatan i norr och öster, av Svartensgatan i söder och Mosebacke torg i väster. Namnet är belagt från och med 1640 där det talas om det Wäderqwarne stellet […] wppå Fiskareberget, der Fiskaregathon… Med "Wäderqwarnestället" avsågs Hökens kvarnar. Anledning till kvarters- och gatunamn har varit att fiskare haft sina gårdar här. I en mantalslängd från 1613 finns elva fiskare upptagna under rubriken "Fiskiare ämbetet". Troligen bodde de i anslutning till Fiskarberget (dagens Katarinaberget). En av dem hette Lars Bertilsson. 1649 omnämns han som Lars Bertelsons fiskarens gårdztomt [...] wthi quarteret Fiskaren.
Fiskarnas bosättningar på och vid Fiskarberget är väl styrkt från och med 1640-talet och gett upphov till kvartersnamn som Fiskaren Större och Mindre samt gatunamnen Lilla Fiskaregränden (dagens Roddargatan) och Stora Fiskaregränden (dagens Fiskargatan). I kvarterets västra del, närmast dagens Mosbacke torg, redovisar Holms tomtbok från 1674 åtta tomter av varierande storlek. Kring sekelskiftet 1900 bestod kvarteret av fem fastigheter, idag av tre fastigheter: Fiskaren mindre 14, 15 och 16. På den senare står Mosebacke vattentorn från 1896 och ritat av Ferdinand Boberg.

## Historik

### Bångska huset

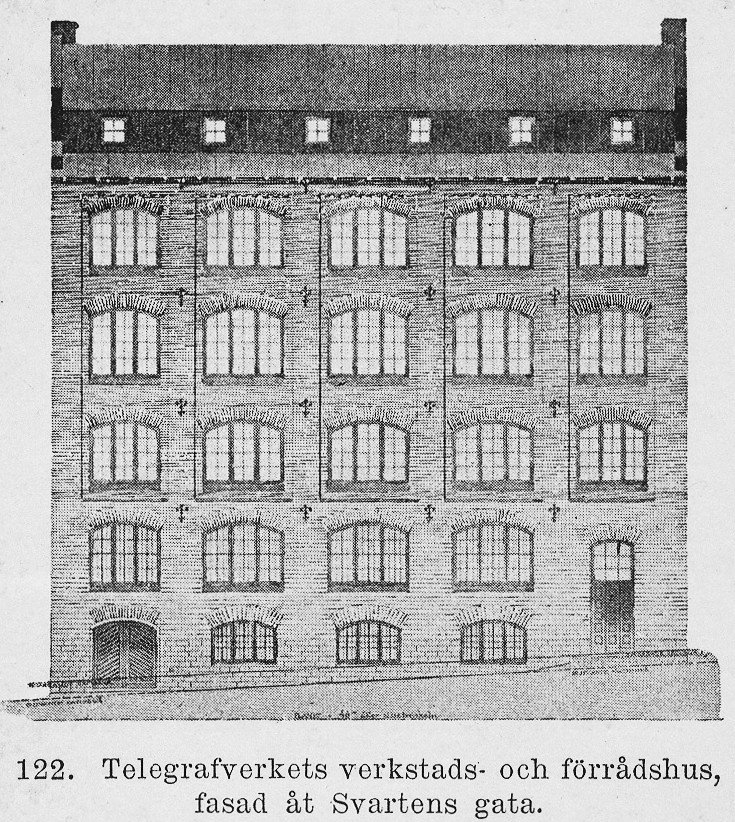
Industrihusets första del från 1895.

Fastigheten Fiskaren mindre 14 är idag bebyggd med flera hus från olika tidsepoker. Det äldsta är det så kallade Bångska huset som strumpfabrikören Gustaf Bång lät uppföra 1837 som bostadshus. På husets tak fanns två optiska signalapparater, den ena för korrespondens söderut på Dalarölinjen och den andra för optisk telegrafering mot Vaxholm och Furusund. Dessa fanns kvar till 1866. Under åren 1874 till 1883 användes lokalerna för Telegrafverkets undervisningsanstalt, som även var verksam där under några år på 1890-talet.

### Industrihuset
Den välbevarade industribyggnaden mot Svartensgatan uppfördes i två etapper 1895 respektive 1901. Som upphovsmän uppges ingenjören Fredrik Enblom och arkitekten Isak Gustaf Clason. Beställare var Kongl. Telegrafverkets industridivision (en del av dåvarande Kongl. Telegrafverket) som inrättade sina verkstäder här. Verket flyttade sin verksamhet även in i Bångska huset. Man ville vara oberoende av andra leverantörer och genom konkurrens försöka åstadkomma en prissänkning på telemarknaden.
Clason och Enblom ritade en funktionell tegelbyggnad i fyra våningar. Den kraftfulla tegelfasaden i så kallad rohbau (oputsad tegel) är indelad i konstruktivt betingade pilaster som smyckades av dekorativa ankarslut. Bjälklagen bars upp av järnprofiler och järnpelare. Fabrikssalarna sträckte sig genom byggnadens hela längd och fick dagsljus från båda sidor via de höga stickbågiga fönstren.
Bångska huset och industribyggnaden förvärvades 1913 av det nybildade företaget Stille-Werner, samtidigt  flyttade Telegrafverket till Nynäshamn. Stille utökade bebyggelsen på 1930- och 1940-talen i öster och i norr (numera riven). Företaget var kvar i kvarteret fram till 1982 då Kooperativa Förbundet övertog anläggningen för sina egna behov. I samband med KF:s intåg byggdes både Bångska huset och industrihuset om för kontorsändamål. Bland annat byggdes en ny huvudentré mot Fiskargatan. För ritningarna stod KFAI. År 2002 flyttade KF ut. Idag ägs anläggningen av fastighetsaktiebolaget Stockholmia som hyr ut kontor till olika företag.

## Historiska bilder

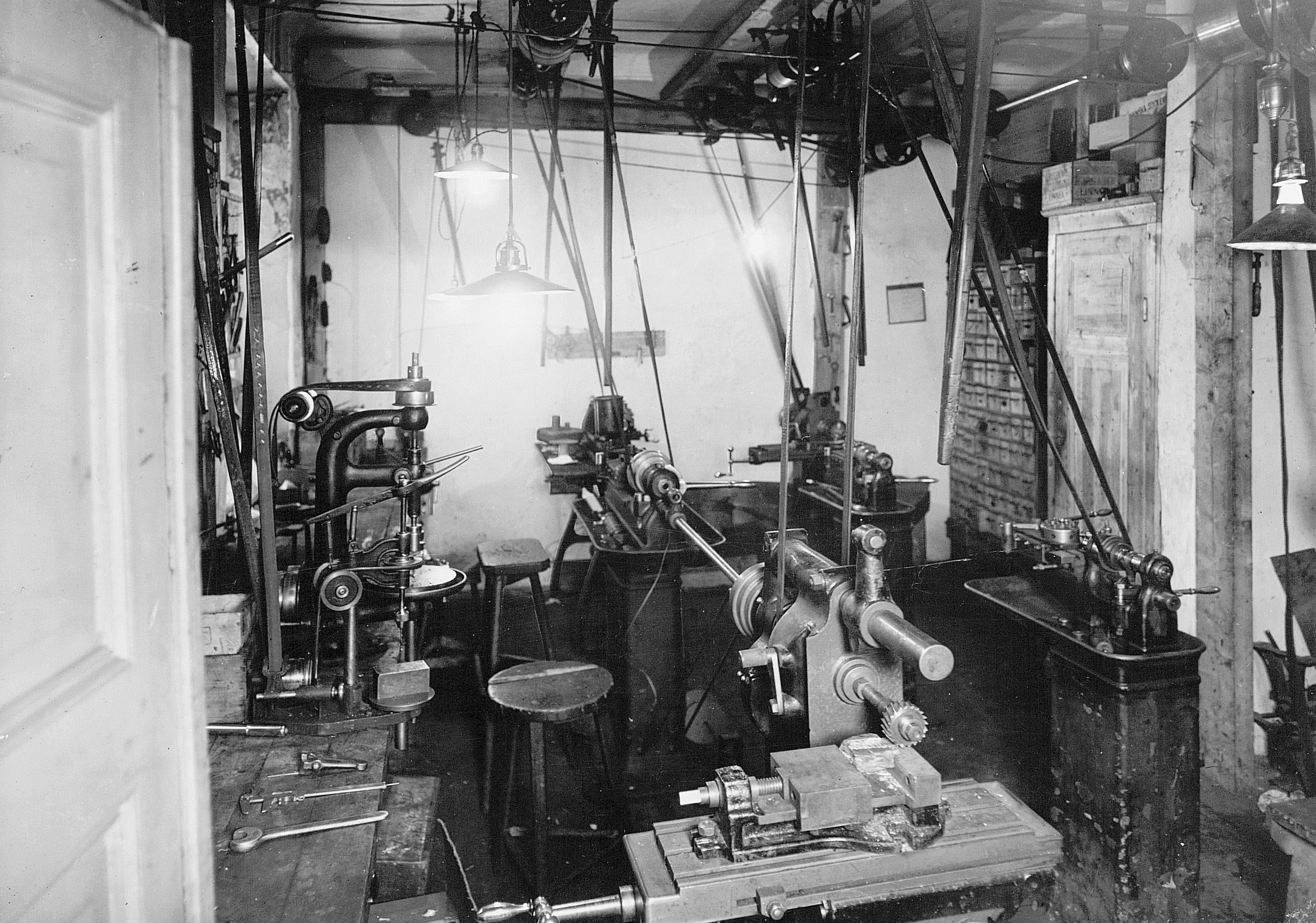
Telegrafverket, verkstadsinteriör i Bångska huset 1890-tal.
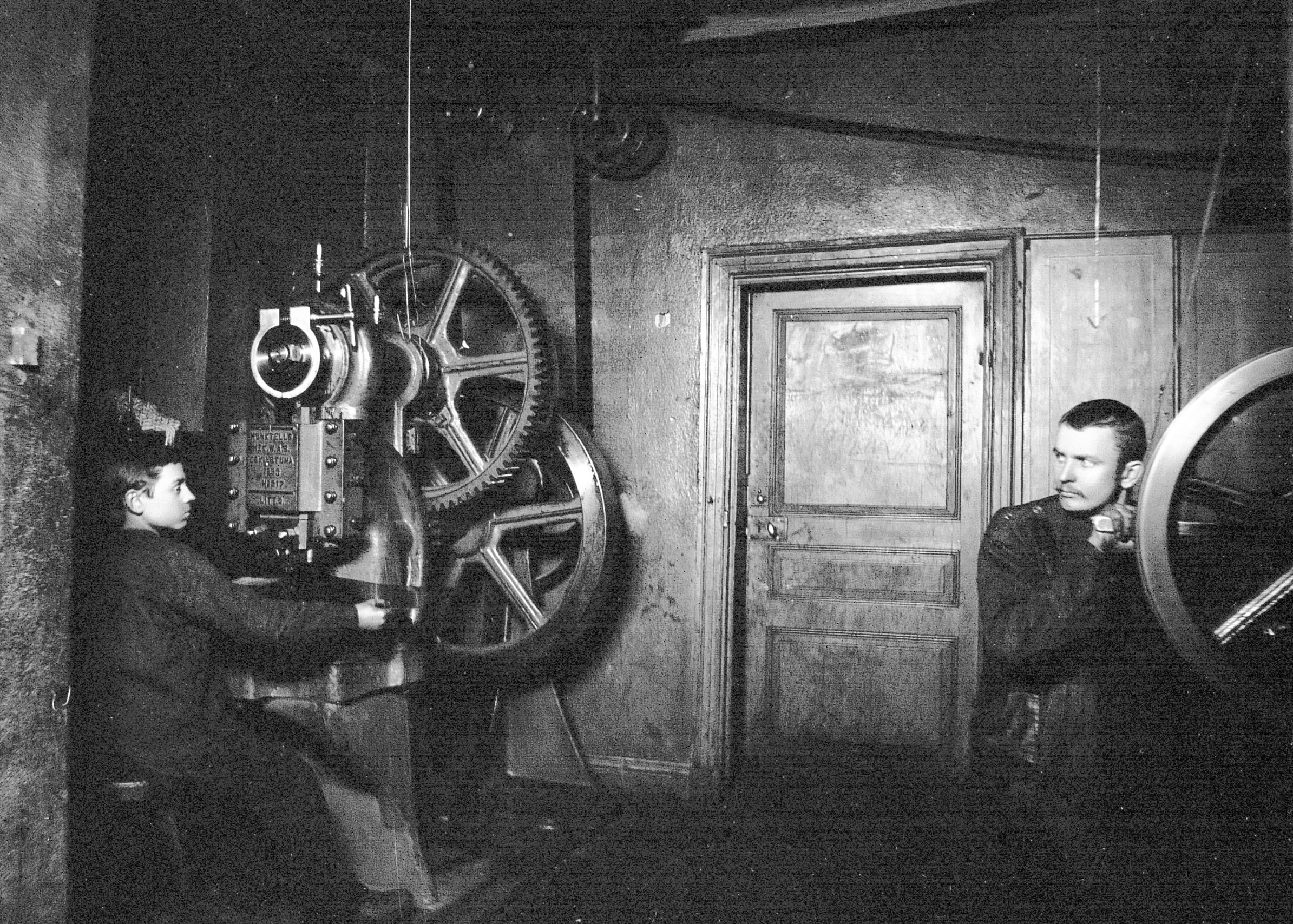
Telegrafverket, verkstadsinteriör i Bångska huset 1890-tal.
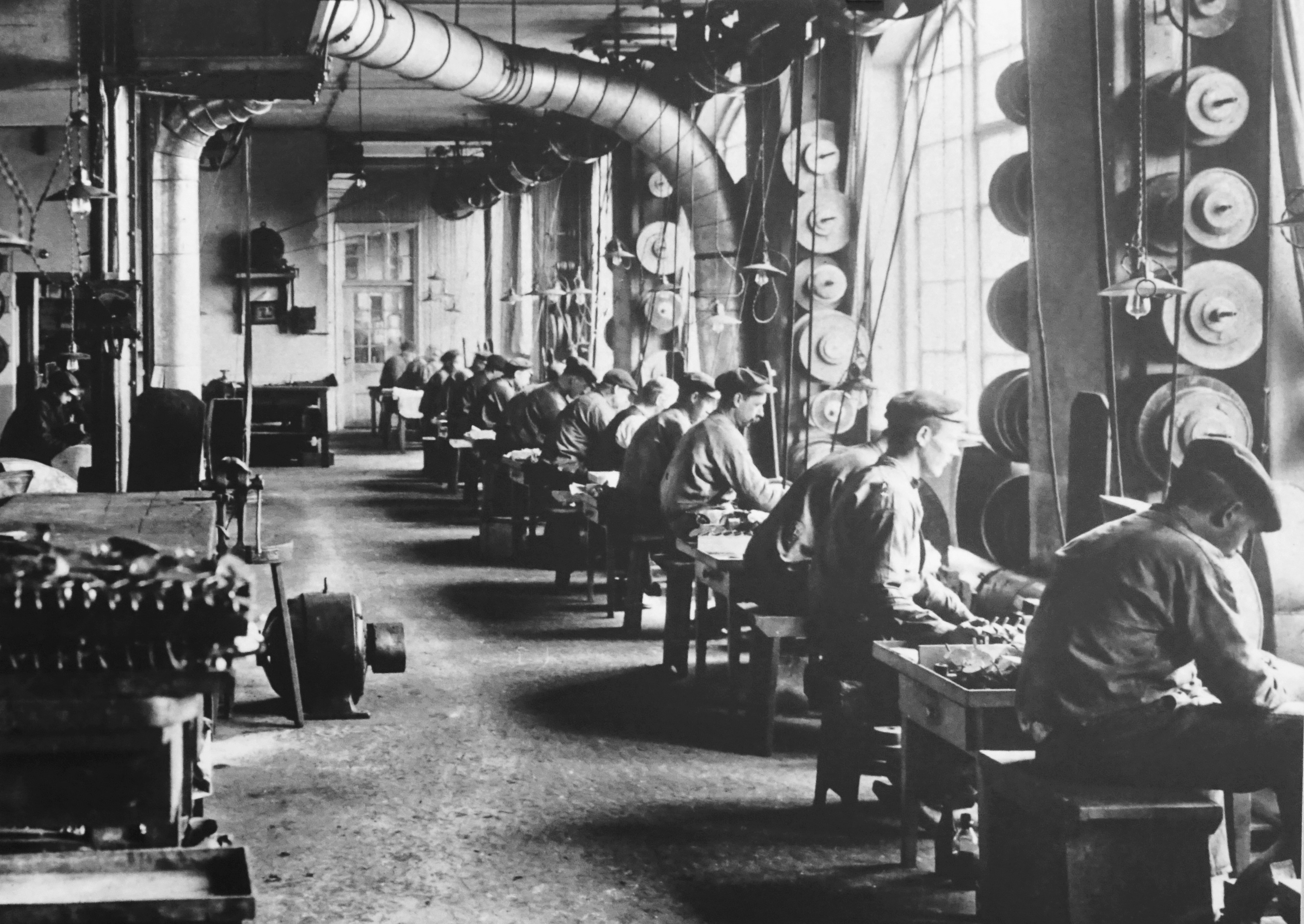
Stille-Werner, verkstadsinteriör, 1920-tal.
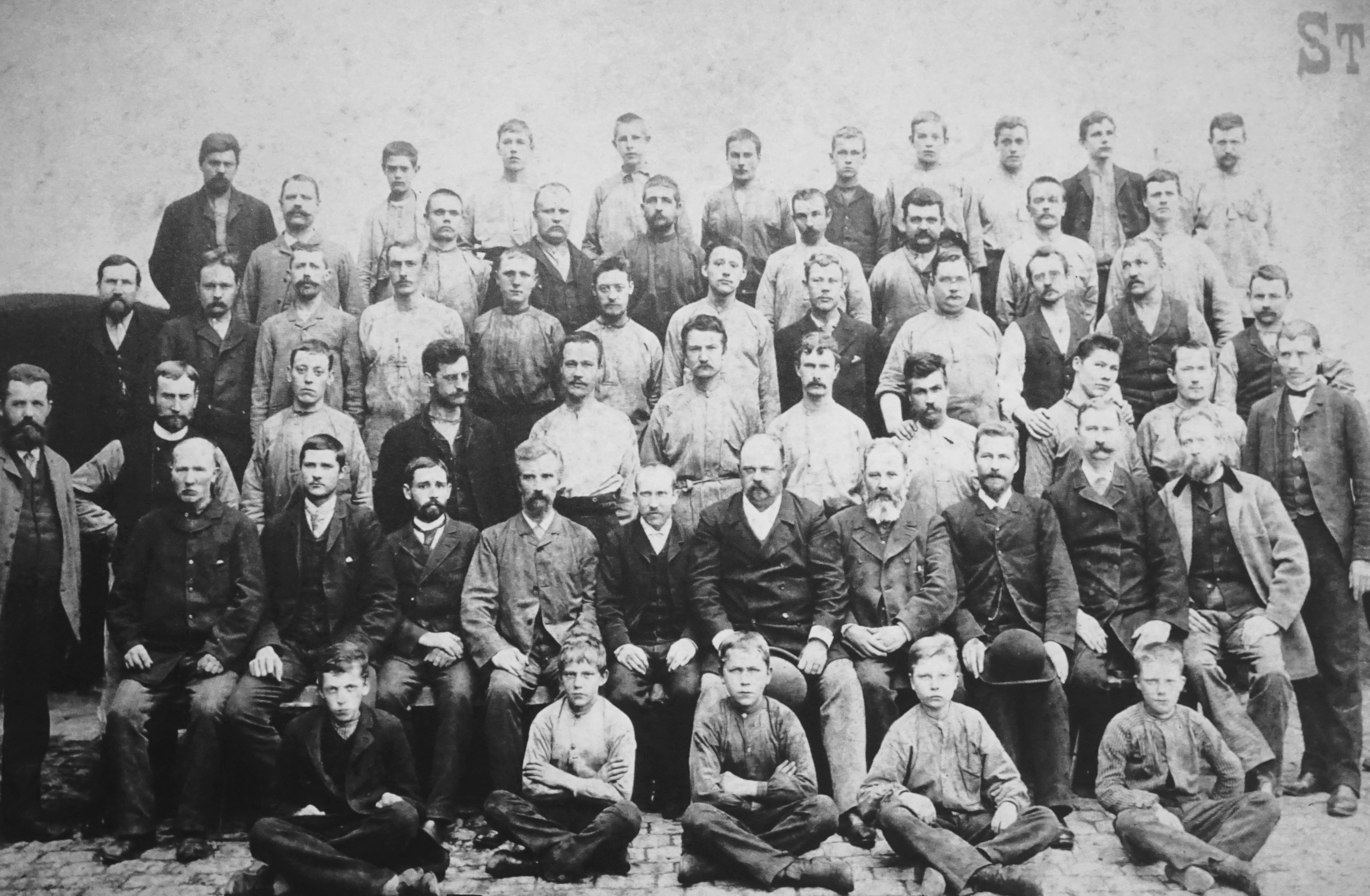
Stille-Werner, arbetsstyrka, 1920-tal.
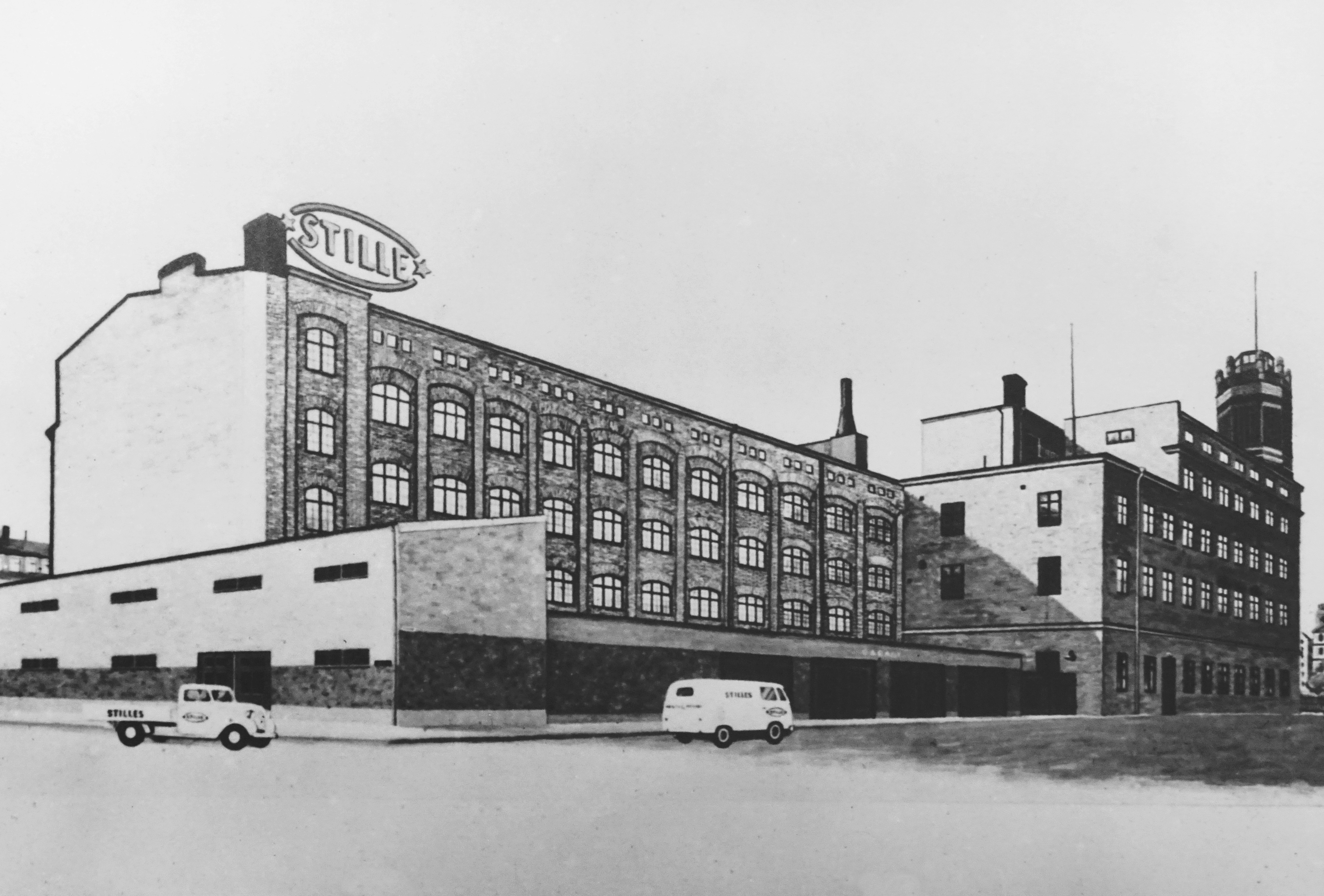
Stille-fabriken på 1950-talet.

## Muralmålning
På industrihusets gavel mot öster finns en monumental muralmålning utförd på sommaren 2017 av tvillingbröderna Otávio och Gustavo Pandolfo, ”Os Gêmeos”, från Brasilien. De bjöds in att skapa ett unikt konstverk och säkerställa kvalitén. Målningen tillkom i samarbete med Stockholm konst inom ramen för stadens satsning på muralmålningar. Motivet har tagits fram med hänsyn till platsen och dess omgivning. Verket är  18 meter hög och 7 meter bred och visar en sittande flicka med en mängd av kluriga detaljer. Målningen är bygglovspliktig och enligt beslut från juni 2017 får den vara kvar i högst fem år. Efter den tiden återställs väggen genom att målas över i en neutral färgton. Tidigare fanns här en muralmålning som uppfördes i samarbete med Konstfack.

## Nutida bilder

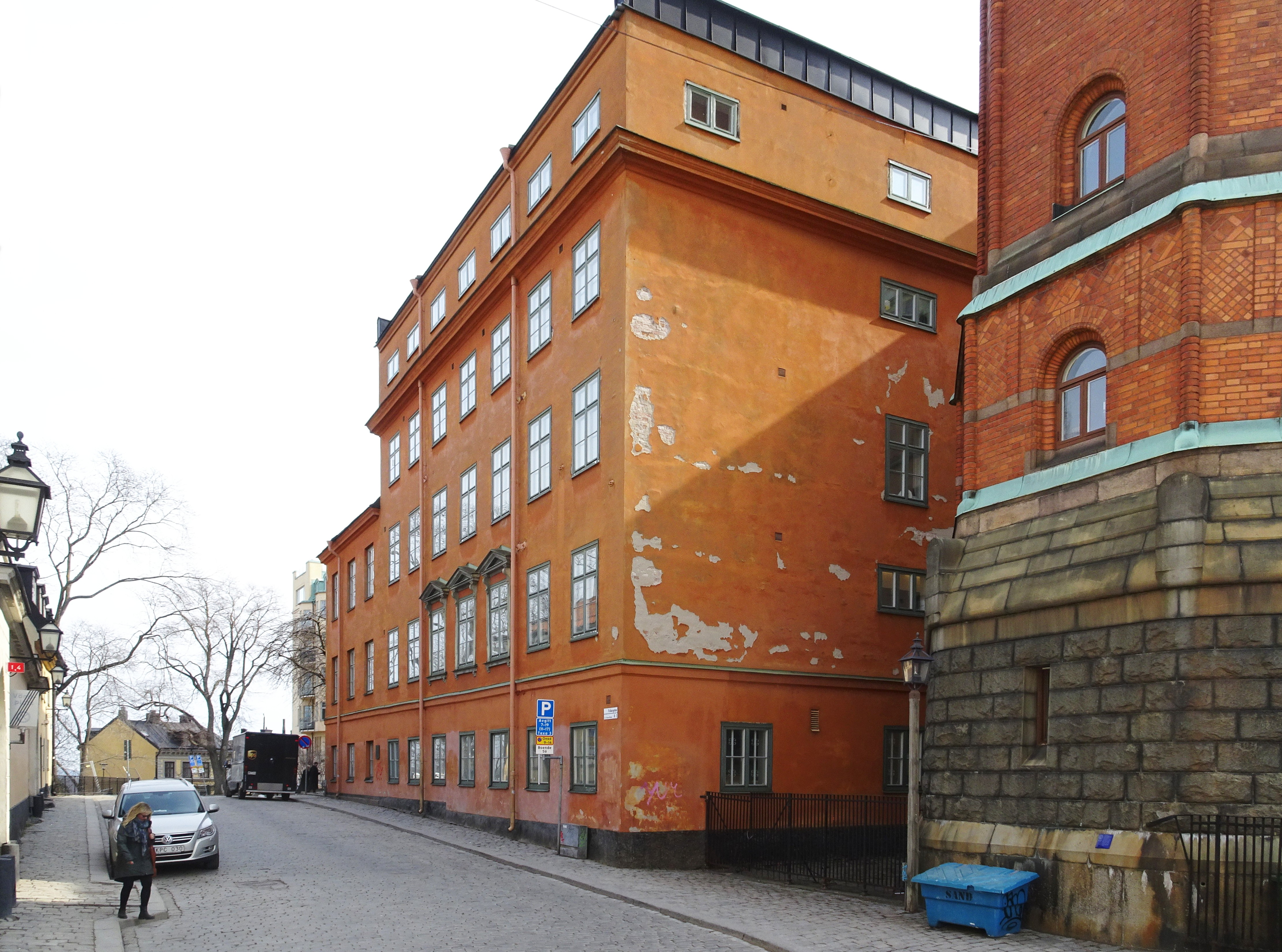
Bångska huset, fasad mot Fiskargatan.
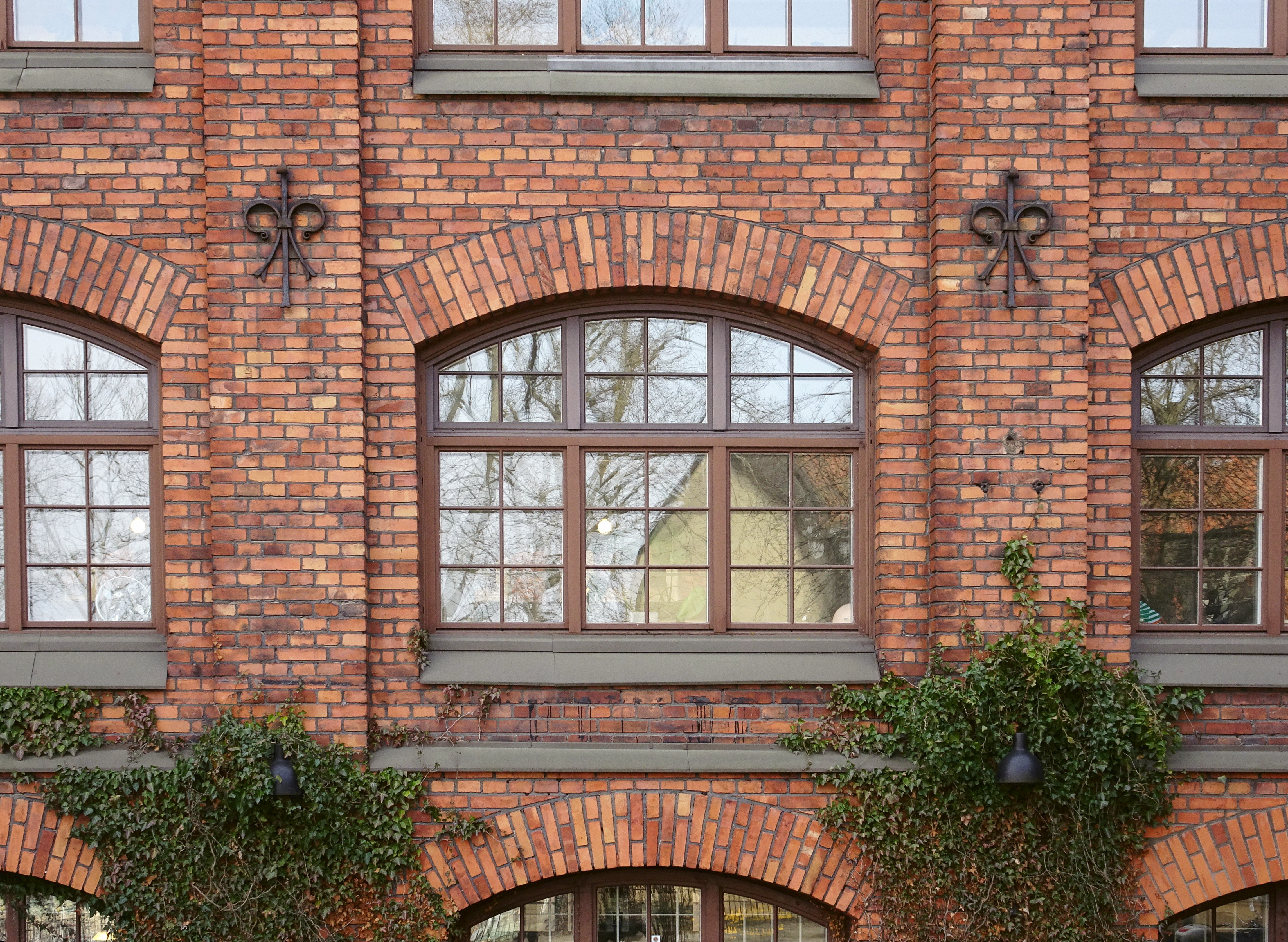
Industrihuset, fasaddetalj mot Fiskargatan.
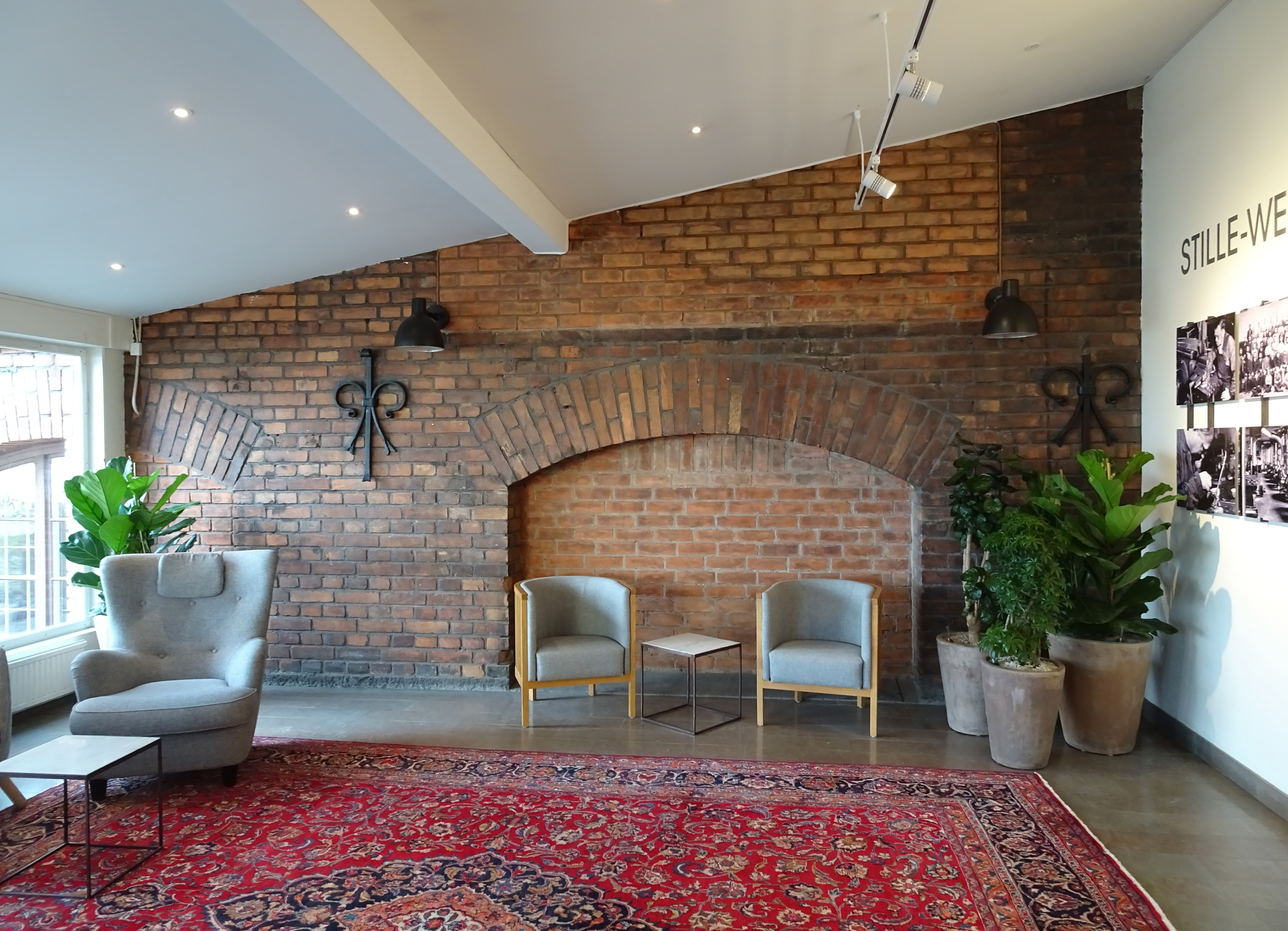
Entréhallen.
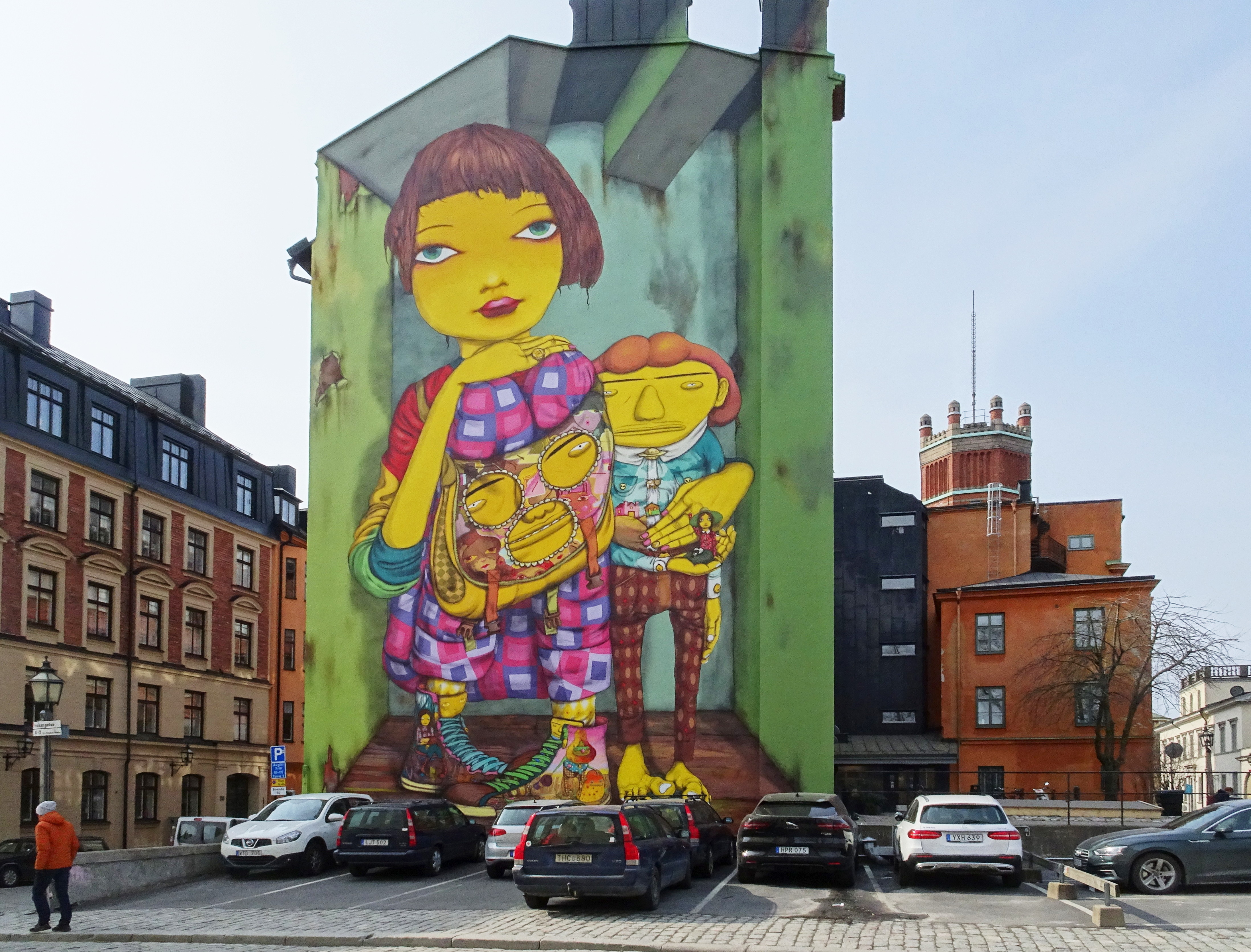
Gaveln med Os Gêmeos muralmålning.
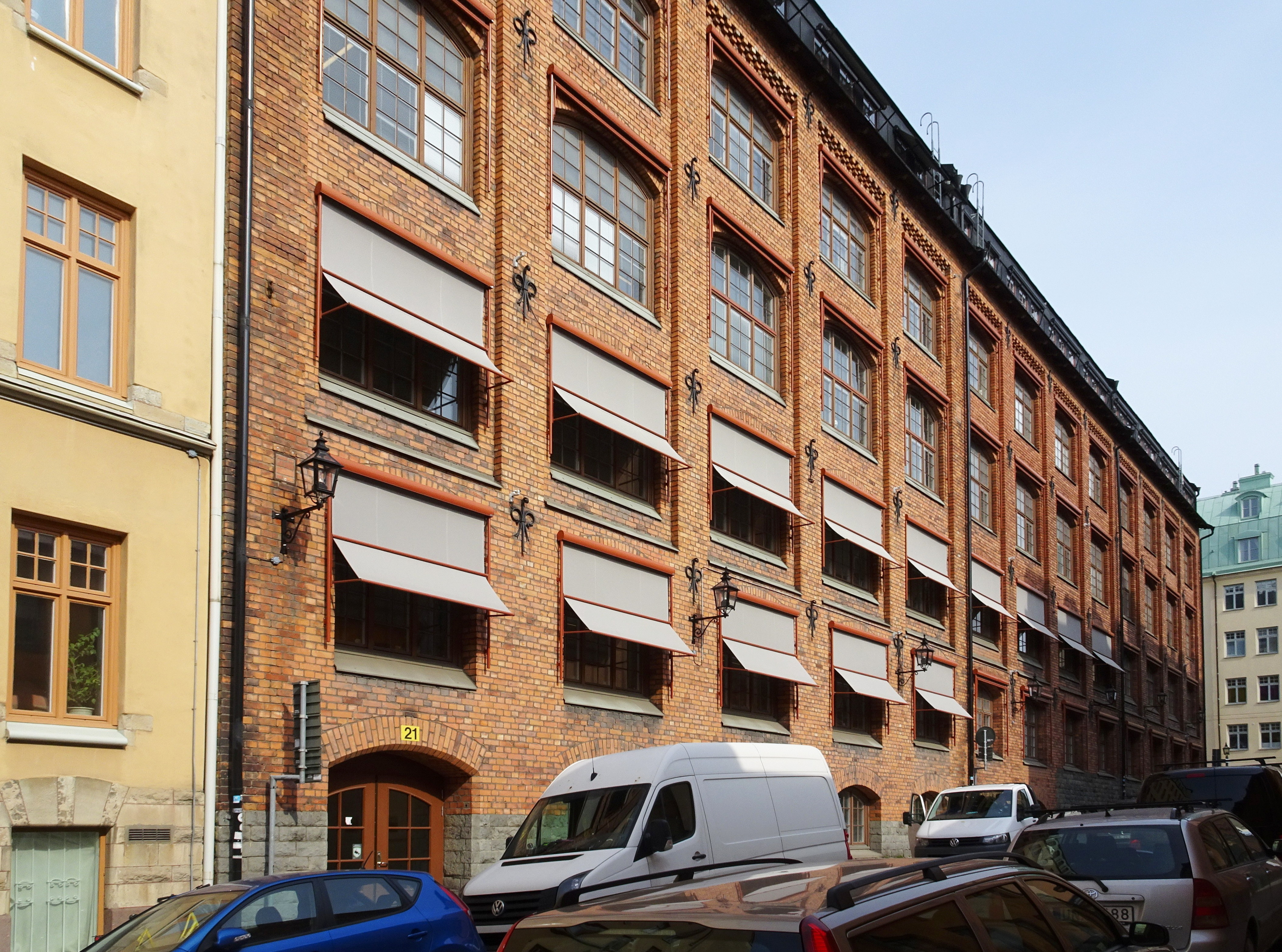
Industrihusets fasad mot Svartensgatan.